# Soledade (Paraíba)
Pour les articles homonymes, voir Soledade.
Soledade est une ville brésilienne du centre de l'État de la Paraíba.
Sa population était estimée à 13 128 habitants en 2007. La municipalité s'étend sur 560 km2.